# Richard Swett

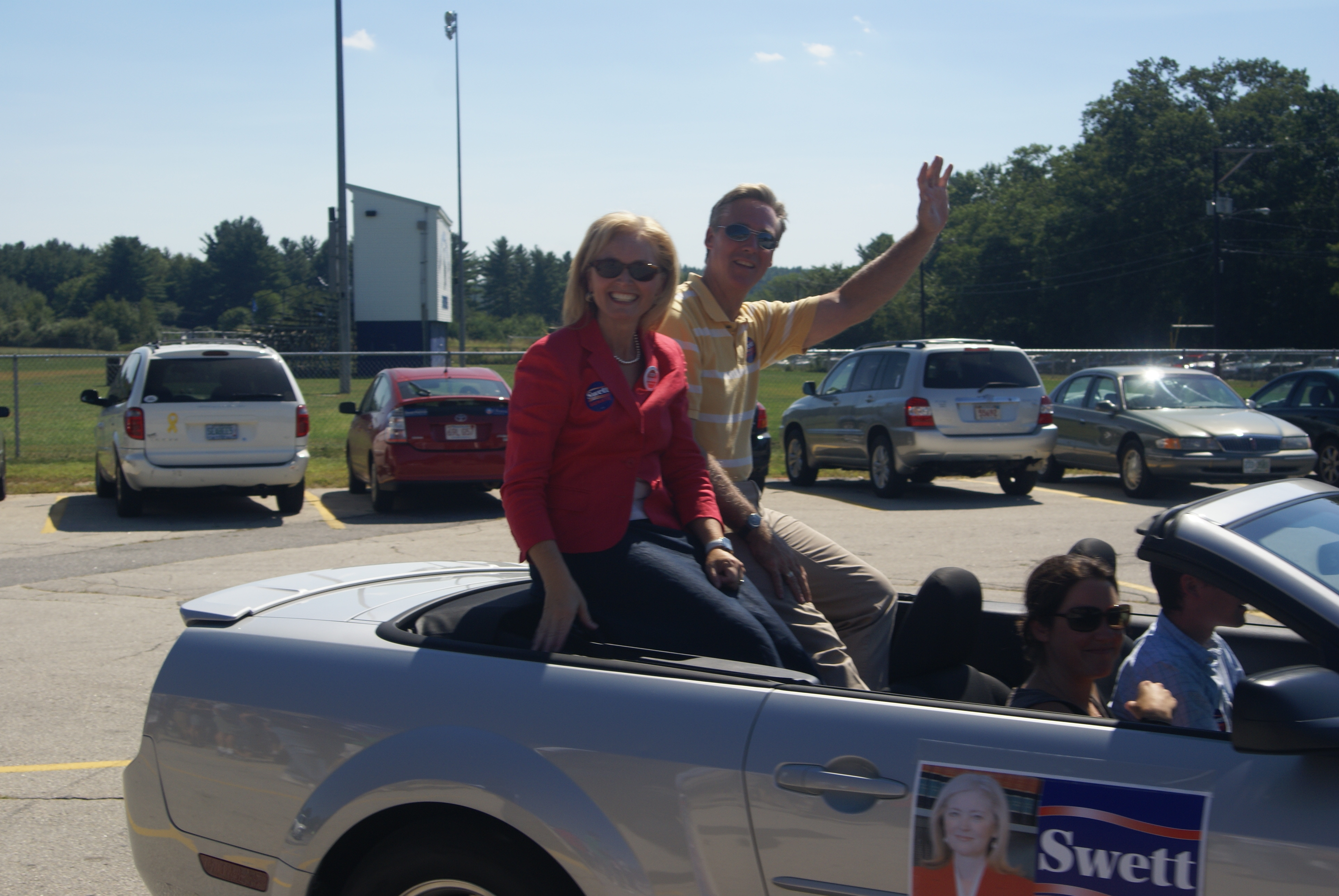
Richard Swett bei einem Wahlkampfauftritt mit seiner Frau Katrina während deren Kongresskandidatur (2007)

Richard „Dick“ Swett (* 1. Mai 1957 in Bryn Mawr, Montgomery County, Pennsylvania) ist ein US-amerikanischer Politiker. Zwischen 1991 und 1995 vertrat er den Bundesstaat New Hampshire im US-Repräsentantenhaus. Von 1998 bis 2001 war er Botschafter der Vereinigten Staaten in Dänemark.

## Werdegang
Richard Swett war schon als Kind mit seinen Eltern nach New Hampshire gekommen. Dort besuchte er die öffentlichen Schulen in Meredith und Laconia. Danach studierte er bis 1979 an der Yale University Architektur. In den folgenden Jahren arbeitete er in diesem Beruf.
Swett schloss sich der Demokratischen Partei an. 1990 wurde er als deren Kandidat im zweiten Wahlbezirk von New Hampshire in das US-Repräsentantenhaus in Washington, D.C. gewählt. Dort trat er am 3. Januar 1991 die Nachfolge des Republikaners Chuck Douglas an, den er bei der Wahl geschlagen hatte. Nach einer Wiederwahl im Jahr 1992 konnte er bis zum 3. Januar 1995 zwei Legislaturperioden im Kongress absolvieren. Bei den Wahlen des Jahres 1994 unterlag er dem republikanischen Kandidaten Charles Bass.
Im Jahr 1996 kandidierte Swett erfolglos für den US-Senat. 1998 wurde er von US-Präsident Bill Clinton zum Botschafter in Dänemark ernannt. Diesen Posten bekleidete er bis 2001. Im Jahr 2002 kandidierte seine Frau Katrina, die Tochter des kalifornischen Kongressabgeordneten Tom Lantos, erfolglos gegen Charles Bass für den alten Abgeordnetensitz ihres Mannes im Kongress.
Das Ehepaar Swett lebt heute in Bow in New Hampshire. Richard Swett arbeitet wieder als Architekt. Er leitet die Niederlassung eines Architektenbüros in der Bundeshauptstadt Washington. Außerdem hat er in New Hampshire eine eigene Firma mit dem Namen Swett Associates.